# Boivães
Boivães é uma povoação portuguesa sede da Freguesia de Boivães do Município de Ponte da Barca, freguesia com 3,53 km² de área e 264 habitantes (censo de 2021), tendo, por isso, uma densidade populacional de 74,8 hab./km².

## Demografia
A população registada nos censos foi:
| Distribuição da População por Grupos Etários | Distribuição da População por Grupos Etários | Distribuição da População por Grupos Etários | Distribuição da População por Grupos Etários | Distribuição da População por Grupos Etários |
| -------------------------------------------- | -------------------------------------------- | -------------------------------------------- | -------------------------------------------- | -------------------------------------------- |
| Ano                                          | 0-14 Anos                                    | 15-24 Anos                                   | 25-64 Anos                                   | > 65 Anos                                    |
| 2001                                         | 58                                           | 51                                           | 149                                          | 80                                           |
| 2011                                         | 35                                           | 36                                           | 134                                          | 84                                           |
| 2021                                         | 22                                           | 27                                           | 128                                          | 87                                           |